# Еталон букового насадження (Верховинський район)
Етало́н бу́кового наса́дження — ботанічна пам'ятка природи місцевого значення в Україні. Об'єкт розташований на території Верховинського району Івано-Франківської області, неподалік від села Устеріки. 
Площа 2,4 га. Статус отриманий у 1972 році. Перебуває у віданні ДП «Гринявський держлісгосп» (Устеріцьке л-во, кв. 15, вид. 18). 